# Physostigma laxius
Physostigma laxius là một loài thực vật có hoa trong họ Đậu. Loài này được Merxm. miêu tả khoa học đầu tiên.